# 2,5-Dimethoxy-4-methylphenylethylamin
2,5-Dimethoxy-4-methylphenylethylamin (abgekürzt auch 2C-D) ist ein psychedelisch wirksames Halluzinogen, das aufgrund seiner Struktur zu den Stoffgruppen der Phenolether (auch Alkylarylether), der Phenethylamine, sowie zu den 2Cs zählt. Die Substanz wurde 1970 von einer Gruppe des Texas Research Institute of Mental Sciences entwickelt. Der amerikanische Pharmakologe Alexander Shulgin hat daraufhin die Synthese und Wirkung auf den Menschen in seinem Buch PiHKAL beschrieben. 2C-D wirkt unter anderem als potenter Agonist der Serotonin-Rezeptoren 5-HT2A/2C. 2C-D fand unter Hanscarl Leuner Anwendung in der Psychotherapie mit Psychedelika als LE-25.

## Rechtsstatus
2C-D unterliegt in Deutschland dem Betäubungsmittelgesetz seit der 28. Verordnung zur Änderung betäubungsmittelrechtlicher Vorschriften.